# 雷米伊 (涅夫勒省)
雷米伊（法語：Rémilly，法語發音：[ʁemiji]）是法国涅夫勒省的一个市镇，属于希农堡（城）区。 

## 地理
雷米伊（46°49'9"N, 3°48'53"E）面积36.43 平方千米，位于法国勃艮第-弗朗什-孔泰大區涅夫勒省，该省份为法国中部省份，北至约讷省，西北接卢瓦雷省，西接谢尔省，南至阿列省，东南接索恩-卢瓦尔省，东临科多尔省。
与雷米伊接壤的市镇（或旧市镇、城区）包括：旺德内斯、富尔、朗蒂、蒙塔龙、萨维尼普瓦勒福勒、塞姆莱、泰村。

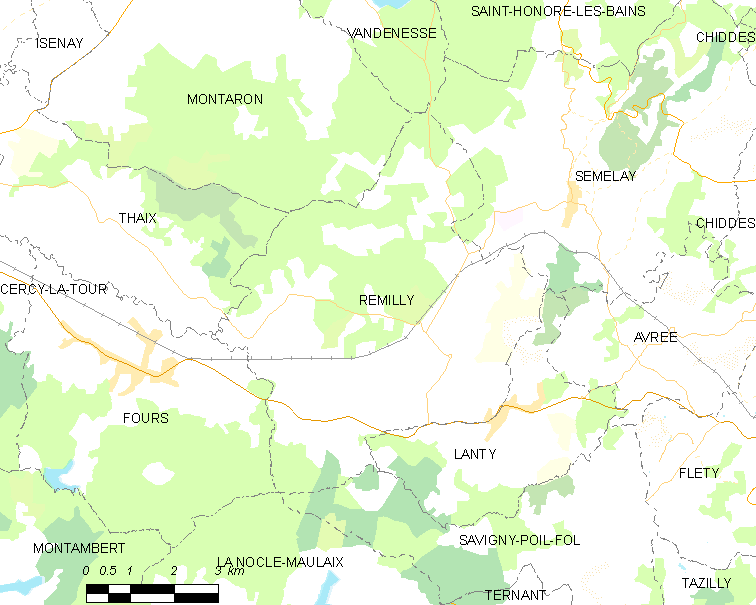
的OSM定位图

雷米伊的时区为UTC+01:00、UTC+02:00（夏令时）。

## 行政
雷米伊的邮政编码为58250，INSEE市镇编码为58221。

## 政治
雷米伊所属的省级选区为吕济县。

## 人口

1962-2008年间人口变化图示

雷米伊于2022年1月1日时的人口数量为155人。